# 蘆竹交流道
蘆竹交流道位於臺灣桃園市蘆竹區，為臺灣台61線指標19公里處的交流道，交流道型式為分離式簡易鑽石型，在2005年12月16日通車，可聯絡台15線。
|      | 19 蘆竹 |      | 南下 | 桃園機場 蘆竹 |
| 北上 | 19 蘆竹 | 蘆竹 |      |               |

## 鄰近公路
- 台15線
- 市道108號
- 桃1線

## 外部連結
- 台61線蘆竹交流道、竹圍交流道、沙崙交流道示意圖 （页面存档备份，存于）（交通部公路總局）